# Saccharodite bicornis
Saccharodite bicornis är en insektsart som beskrevs av Bernhard Zelazny 1981. Saccharodite bicornis ingår i släktet Saccharodite och familjen Derbidae. Inga underarter finns listade i Catalogue of Life.